# Canton de Lisieux
Le canton de Lisieux est une circonscription électorale française du département du Calvados créée par le décret du 17 février 2014 et entrée en vigueur lors des élections départementales de 2015.

## Histoire
Un nouveau découpage territorial du Calvados entre en vigueur en mars 2015, défini par le décret du 17 février 2014, en application des lois du 17 mai 2013 (loi organique 2013-402 et loi 2013-403). Les conseillers départementaux sont, à compter de ces élections, élus au scrutin majoritaire binominal mixte. Les électeurs de chaque canton élisent au Conseil départemental, nouvelle appellation du Conseil général, deux membres de sexe différent, qui se présentent en binôme de candidats. Les conseillers départementaux sont élus pour 6 ans au scrutin binominal majoritaire à deux tours, l'accès au second tour nécessitant 12,5 % des inscrits au 1er tour. En outre la totalité des conseillers départementaux est renouvelée. Ce nouveau mode de scrutin nécessite un redécoupage des cantons dont le nombre est divisé par deux avec arrondi à l'unité impaire supérieure si ce nombre n'est pas entier impair, assorti de conditions de seuils minimaux. Dans le Calvados, le nombre de cantons passe ainsi de 49 à 25.

## Représentation
| Période élective | Période élective | Mandat | Mandat   | Identité          | Nuance | Nuance             | Qualité |
| ---------------- | ---------------- | ------ | -------- | ----------------- | ------ | ------------------ | --- |
| 2015             | 2021             | 2015   | 2021     | Bernard Aubril    |        | DVD                | Directeur d'école retraité, maire de Lisieux (2001-2020), ancien conseiller général du canton de Lisieux-1, président de la communauté de communes de Lisieux Pays d’Auge (2003-2020) |
| 2015             | 2021             | 2015   | 2021     | Angélique Périni  |        | DVD                | Commerciale, conseillère municipale de Lisieux depuis 2020 |
| 2021             | 2028             | 2021   | en cours | Sébastien Leclerc |        | Union de la droite | Gérant de société, ancien député LR (2017-2020), maire de Lisieux depuis 2020, ancien conseiller général du canton de Livarot                                                         |
| 2021             | 2028             | 2021   | en cours | Angélique Perini  |        | Union de la droite | 15e vice-présidente (DVD) du conseil départemental, conseillère municipale de Lisieux                                                                                                 |

### Résultats détaillés

#### Élections de mars 2015
À l'issue du 1er tour des élections départementales de 2015, deux binômes sont en ballottage : Bernard Aubril et Angélique Périni (DVD, 34,14 %) et Marine Gaugain et Benjamin Piel (FN, 17,32 %). Le taux de participation est de 45,89 % (8 441 votants sur 18 393 inscrits) contre 51,43 % au niveau départemental et 50,17 % au niveau national.
Au second tour, Bernard Aubril et Angélique Périni (DVD) sont élus avec 66,21 % des suffrages exprimés et un taux de participation de 46,48 % (4 964 voix pour 8 549 votants et 18 392 inscrits).

#### Élections de juin 2021
Le premier tour des élections départementales de 2021 est marqué par un très faible taux de participation (33,26 % au niveau national). Dans le canton de Lisieux, ce taux de participation est de 30,16 % (5 443 votants sur 18 046 inscrits) contre 34,31 % au niveau départemental. À l'issue de ce premier tour, deux binômes sont en ballottage : Sébastien Leclerc et Angélique Perini (Union à droite, 56,64 %) et Angélique Havard et Olivier Truffaut (Union à gauche avec des écologistes, 18,06 %).
Le second tour des élections est marqué une nouvelle fois par une abstention massive équivalente au premier tour. Les taux de participation sont de 34,3 % au niveau national, 34,65 % dans le département et 30,84 % dans le canton de Lisieux. Sébastien Leclerc et Angélique Perini (Union à droite) sont élus avec 70,57 % des suffrages exprimés (3 684 voix pour 5 566 votants et 18 047 inscrits),,.

## Composition
Le nouveau canton de Lisieux comprend dix communes entières.
| Nom                             | Code Insee | Intercommunalité     | Superficie (km2) | Population (dernière pop. légale) | Densité (hab./km2) | Modifier                                    |
| ------------------------------- | ---------- | -------------------- | ---------------- | --------------------------------- | ------------------ | ------------------------------------------- |
| Lisieux (bureau centralisateur) | 14366      | CA Lisieux Normandie | 13,07            | 19 540 (2022)                     | 1 495              | modifier les données · modifier les données |
| Beuvillers                      | 14069      | CA Lisieux Normandie | 4,92             | 1 301 (2022)                      | 264                | modifier les données · modifier les données |
| Cordebugle                      | 14179      | CA Lisieux Normandie | 8,97             | 163 (2022)                        | 18                 | modifier les données · modifier les données |
| Courtonne-la-Meurdrac           | 14193      | CA Lisieux Normandie | 12,69            | 684 (2022)                        | 54                 | modifier les données · modifier les données |
| Courtonne-les-Deux-Églises      | 14194      | CA Lisieux Normandie | 13,68            | 629 (2022)                        | 46                 | modifier les données · modifier les données |
| Glos                            | 14303      | CA Lisieux Normandie | 12,93            | 924 (2022)                        | 71                 | modifier les données · modifier les données |
| L'Hôtellerie                    | 14334      | CA Lisieux Normandie | 5,74             | 318 (2022)                        | 55                 | modifier les données · modifier les données |
| Marolles                        | 14403      | CA Lisieux Normandie | 12,22            | 737 (2022)                        | 60                 | modifier les données · modifier les données |
| Le Mesnil-Guillaume             | 14421      | CA Lisieux Normandie | 3,85             | 558 (2022)                        | 145                | modifier les données · modifier les données |
| Saint-Martin-de-la-Lieue        | 14625      | CA Lisieux Normandie | 8,40             | 767 (2022)                        | 91                 | modifier les données · modifier les données |
| Canton de Lisieux               | 1417       |                      | 96,47            | 25 621 (2022)                     | 266                | modifier les données                        |

## Démographie
En 2022, le canton comptait 25 621 habitants, en évolution de −3,47 % par rapport à 2016 (Calvados : +1,58 %, France hors Mayotte : +2,11 %).
| 2013   | 2018   | 2022   |
| ------ | ------ | ------ |
| 27 451 | 26 357 | 25 621 |